# Hans Hateboer
Hans Hateboer, né le 9 janvier 1994 à Beerta (Pays-Bas), est un footballeur international néerlandais qui évolue au poste d'arrière droit au Stade rennais FC.

## Biographie

### En club

#### FC Groningue
Né le 9 janvier 1994 à Beerta, dans la commune d'Oldambt, aux Pays-Bas, Hans Hateboer est formé par le FC Groningue, où il commence sa carrière professionnelle. Il évolue pendant quatre saisons en Eredivisie et dispute 111 matchs, inscrivant 5 buts.

#### Atalanta Bergame
Le 31 janvier 2017, Hans Hateboer rejoint le club italien de l'Atalanta Bergame. Le 19 mars 2017, il dispute son premier match lors d'une rencontre de Serie A face au Delfino Pescara 1936. Titulaire ce jour-là, il s'illustre en délivrant une passe décisive pour Papu Gómez sur l'ouverture du score, et son équipe s'impose finalement par trois buts à zéro.
Avec l'Atalanta Bergame, il découvre la Ligue des champions. Le 18 septembre 2019, il joue son premier match dans cette compétition face au Dinamo Zagreb. Son équipe s'incline lourdement ce jour-là sur le score de quatre buts à zéro. Avec les Nerazzurri, il prend part à 245 rencontres et inscrit 12 buts.
Le 22 mai 2024, il remporte la Ligue Europa contre le Bayer Leverkusen (victoire, 3-0),. Cette victoire permet à Hans Hateboer de remporter son premier trophée dans sa carrière.

#### Stade rennais FC
Le 6 août 2024, après sept ans passé en Italie, Hans Hateboer décide de rejoindre le Stade rennais FC,. Il paraphe un contrat de deux ans jusqu’en juin 2026 contre la somme de deux millions d'euros,. Concernant son arrivée, il dit : « Je pense que Rennes est l’endroit parfait pour continuer de prendre du plaisir dans le football ».
Le 18 août 2024, il dispute son premier match avec les Rouge et Noir contre l'Olympique lyonnais en championnat (victoire, 3-0).

### En sélection
Hans Hateboer représente l'équipe des Pays-Bas des moins de 20 ans. Il dispute trois matchs avec cette sélection, tous en 2014.
Le 23 mars 2018, il honore sa première sélection avec l'équipe nationale des Pays-Bas en étant titularisé face à l'Angleterre en match amical. Son équipe s'incline sur le score de un but à zéro ce jour-là.
Le 4 septembre 2020, pour sa quatrième apparition sous le maillot Oranje, il délivre sa première passe décisive en sélection, pour Steven Bergwijn, qui inscrit le seul but de la rencontre face à la Pologne, en Ligue des nations.

## Statistiques

### En club
| Saison                | Club                  | Championnat           | Championnat | Championnat | Championnat | Coupe(s) nationale(s) | Coupe(s) nationale(s) | Coupe(s) nationale(s) | Supercoupe | Supercoupe | Supercoupe | Compétition(s) continentale(s) | Compétition(s) continentale(s) | Compétition(s) continentale(s) | Compétition(s) continentale(s) | Total | Total | Total |
| Saison                | Club                  | Division              | M.          | B.          | P.d.        | M.                    | B.                    | P.d.                  | M.         | B.         | P.d.       | Comp.                          | M.                             | B.                             | P.d.                           | M.    | B.    | P.d.  |
| 2013-2014             | FC Groningue          | Eredivisie            | 18          | 1           | 3           | 0                     | 0                     | 0                     | -          | -          | -          | -                              | -                              | -                              | -                              | 18    | 1     | 3     |
| 2014-2015             | FC Groningue          | Eredivisie            | 23          | 0           | 2           | 5                     | 1                     | 1                     | -          | -          | -          | C3                             | 2                              | 0                              | 0                              | 30    | 1     | 3     |
| 2015-2016             | FC Groningue          | Eredivisie            | 33          | 1           | 1           | 2                     | 0                     | 2                     | 1          | 0          | 0          | C3                             | 6                              | 0                              | 0                              | 42    | 1     | 3     |
| 2016-2017             | FC Groningue          | Eredivisie            | 19          | 1           | 4           | 2                     | 1                     | 0                     | -          | -          | -          | -                              | -                              | -                              | -                              | 21    | 2     | 4     |
| Sous-total            | Sous-total            | Sous-total            | 93          | 3           | 10          | 9                     | 2                     | 3                     | 1          | 0          | 0          | -                              | 8                              | 0                              | 0                              | 111   | 5     | 13    |
| 2016-2017             | Atalanta Bergame      | Serie A               | 6           | 0           | 1           | -                     | -                     | -                     | -          | -          | -          | -                              | -                              | -                              | -                              | 6     | 0     | 1     |
| 2017-2018             | Atalanta Bergame      | Serie A               | 33          | 0           | 1           | 2                     | 0                     | 0                     | -          | -          | -          | C3                             | 8                              | 0                              | 1                              | 43    | 0     | 2     |
| 2018-2019             | Atalanta Bergame      | Serie A               | 35          | 5           | 5           | 4                     | 0                     | 0                     | -          | -          | -          | C3                             | 4                              | 1                              | 1                              | 43    | 6     | 6     |
| 2019-2020             | Atalanta Bergame      | Serie A               | 32          | 0           | 5           | 1                     | 0                     | 0                     | -          | -          | -          | C1                             | 9                              | 2                              | 1                              | 42    | 2     | 6     |
| 2020-2021             | Atalanta Bergame      | Serie A               | 22          | 2           | 1           | 2                     | 0                     | 1                     | -          | -          | -          | C1                             | 6                              | 0                              | 2                              | 30    | 2     | 4     |
| 2021-2022             | Atalanta Bergame      | Serie A               | 21          | 0           | 0           | 2                     | 0                     | 0                     | -          | -          | -          | C1+C3                          | 1+6                            | 0+0                            | 0+0                            | 30    | 0     | 0     |
| 2022-2023             | Atalanta Bergame      | Serie A               | 17          | 1           | 1           | 2                     | 1                     | 0                     | -          | -          | -          | -                              | -                              | -                              | -                              | 19    | 2     | 1     |
| 2023-2024             | Atalanta Bergame      | Serie A               | 23          | 0           | 1           | 2                     | 0                     | 0                     | -          | -          | -          | C3                             | 7                              | 0                              | 0                              | 32    | 0     | 1     |
| Sous-total            | Sous-total            | Sous-total            | 189         | 8           | 15          | 15                    | 1                     | 1                     | -          | -          | -          | -                              | 41                             | 3                              | 5                              | 245   | 12    | 21    |
| 2024-2025             | Stade rennais FC      | Ligue 1               | 26          | 0           | 0           | 2                     | 0                     | 0                     | -          | -          | -          | -                              | -                              | -                              | -                              | 28    | 0     | 0     |
| Total sur la carrière | Total sur la carrière | Total sur la carrière | 308         | 11          | 25          | 26                    | 2                     | 4                     | 1          | 0          | 0          | -                              | 49                             | 3                              | 5                              | 384   | 16    | 34    |

### En sélection
| Années                | Sélection             | Phases finales         | Phases finales | Phases finales | Phases finales | Éliminatoires | Éliminatoires | Éliminatoires | Éliminatoires | Amicaux | Amicaux | Amicaux | Autres compétitions | Autres compétitions | Autres compétitions | Autres compétitions | Total | Total | Total |
| Années                | Sélection             | Comp.                  | M.             | B.             | P.d.           | Comp.         | M.            | B.            | P.d.          | M.      | B.      | P.d.    | Comp.               | M.                  | B.                  | P.d.                | M.    | B.    | P.d.  |
| --------------------- | --------------------- | ---------------------- | -------------- | -------------- | -------------- | ------------- | ------------- | ------------- | ------------- | ------- | ------- | ------- | ------------------- | ------------------- | ------------------- | ------------------- | ----- | ----- | ----- |
| 2018                  | Pays-Bas              | -                      | -              | -              | -              | -             | -             | -             | -             | 3       | 0       | 0       | LdN                 | 0                   | 0                   | 0                   | 3     | 0     | 0     |
| 2019                  | Pays-Bas              | Ligue des nations 2019 | 0              | 0              | 0              | Euro 2020     | 0             | 0             | 0             | -       | -       | -       | -                   | -                   | -                   | -                   | 0     | 0     | 0     |
| 2020                  | Pays-Bas              | -                      | -              | -              | -              | -             | -             | -             | -             | 2       | 0       | 0       | LdN                 | 6                   | 0                   | 1                   | 8     | 0     | 1     |
| 2021                  | Pays-Bas              | -                      | -              | -              | -              | -             | -             | -             | -             | -       | -       | -       | -                   | -                   | -                   | -                   | 0     | 0     | 0     |
| 2022                  | Pays-Bas              | -                      | -              | -              | -              | -             | -             | -             | -             | 0       | 0       | 0       | LdN                 | 2                   | 0                   | 0                   | 2     | 0     | 0     |
| Total sur la carrière | Total sur la carrière | Total sur la carrière  | 0              | 0              | 0              | -             | 0             | 0             | 0             | 5       | 0       | 0       | -                   | 8                   | 0                   | 1                   | 13    | 0     | 1     |

Le tableau suivant liste les rencontres de l'équipe des Pays-Bas dans lesquelles Hans Hateboer a été sélectionné depuis le 23 mars 2018 jusqu'à présent :

## Palmarès
| FC Groningue (1)                                | Atalanta Bergame (1)                                                                            | Pays-Bas                                   |
| ----------------------------------------------- | ----------------------------------------------------------------------------------------------- | ------------------------------------------ |
| - Coupe des Pays-Bas (1) : - Vainqueur en 2015. | - Coupe d'Italie : - Finaliste en 2019, 2021 et 2024. - Ligue Europa (1) : - Vainqueur en 2024. | - Ligue des nations : - Finaliste en 2019. |